# 春日井市警察
春日井市警察（かすがいしけいさつ）はかつて存在した愛知県春日井市の自治体警察である。

## 概要
従来の愛知県警察部が解体され、警察部に属していた旧勝川警察署に代わって、1948年（昭和23年）3月7日に春日井市域を管轄する春日井市警察が設置された。
1954年（昭和29年）に新警察法が公布された。これにより国家地方警察と自治体警察は姿を消し、新たに都道府県警察として愛知県警察本部が発足。春日井市警察も愛知県警察に統合。国家地方警察東春日井地区警察署の管轄地の一部を含めたかたちで、愛知県警察傘下の警察署として春日井警察署が発足した。

### 警察署
- 春日井市警察署